# Майкл Шермер
Майкл Шермер (англ. Michael Brant Shermer, нар. 8 вересня 1954, Ґлендейл) — американський історик науки, засновник Товариства скептиків, головний редактор журналу «Скептик», що присвячений аналізу та критиці псевдонаукових та надприродних тверджень.
З квітня 2001 року також веде щомісячну колонку в журналі «Scientific American». Шермер стверджує, що певний час був християнським фундаменталістом, проте відійшов від віри під час навчання в університеті.

## Біографія
Шермер народився 8 вересня 1954 року та виріс в Південній Каліфорнії. Батьки розлучилися, коли йому було 4 роки. Батько помер від серцевого нападу 1986 року, а мати від пухлини мозку 2000 року.
Хоча він і відвідував недільну школу та, за його твердженнями, батьки не були релігійними та рідко підіймали цю тему. 1971 року під впливом свого найкращого друга він став «переродженим християнином» і протягом семи років поширював християнство.
1972 року почав навчання в Університеті Пеппердін, спочатку на курсі християнської теології, проте згодом змінив спеціалізацію на психологію. У Каліфорнійському університеті в Фулертоні продовжив вивчення психології зі спеціалізацією «експериментальна психологія». 1976 року здобув ступінь бакалавра з психології, а 1991 року — доктора наук з фаху «історія науки» в Клермонському університеті.
20 років працював викладачем коледжу (1979—1998). Викладав психологію, теорію еволюції, історію науки в Західному коледжі (1989—1998), Університеті штату Каліфорнія в Лос-Анджелесі та в Глендейлському коледжі.
Після заснування в 1991 році Товариства скептиків та часопису «Скептик», де він став головним редактором, дедалі більше займався популяризацією науки, критикою релігії та псевдонаукових теорій.

## Погляди
Спілкування з професорами та вивчення етології та антропології змусили його переглянути свої релігійні погляди.
На відміну від багатьох вчених, Шермер веде активні публічні дискусії з представниками псевдонаукових теорій, зокрема, з тими, хто заперечує Голокост. На цю тему він написав книгу «Заперечення історії».

## Книги
- Sport Cycling: A Guide to Training, Racing, and Endurance 1985 ISBN 0-8092-5244-9
- Cycling: Endurance and Speed (Sportsperformance) 1987 ISBN 0-8092-4775-5
- Teach Your Child Science 1989 ISBN 0-929923-08-1
- Why People Believe Weird Things: Pseudoscience, Superstition, and Other Confusions of Our Time. (1997, 2nd Revision edition 2002) ISBN 0-8050-7089-3
- Teach Your Child Math and Mathemagics 1999 ISBN 0-7373-0134-1
- The Borderlands of Science: Where Sense Meets Nonsense 2001 ISBN 0-19-514326-4
- How We Believe: The Search for God in an Age of Science 2001 ISBN 0-613-35413-3
- The Skeptic Encyclopedia of Pseudoscience (ed.) 2002 ISBN 1-576-07653-9
- Denying History: Who Says the Holocaust Never Happened and Why Do They Say It? 2002 ISBN 0-520-23469-3
- In Darwin's Shadow: The Life and Science of Alfred Russel Wallace: A Biographical Study on the Psychology of History 2002 ISBN 0-19-514830-4
- The Science of Good and Evil: Why People Cheat, Gossip, Care, Share, and Follow the Golden Rule 2004 ISBN 0-8050-7520-8
- Science Friction: Where the Known Meets the Unknown 2005 ISBN 0-8050-7708-1
- Secrets of Mental Math: The Mathemagician's Guide to Lightning Calculation and Amazing Math Tricks 2006 ISBN 978-0307338402
- Why Darwin Matters: The Case Against Intelligent Design 2006 ISBN 978-0-8050-8121-3
- The Mind of The Market: Compassionate Apes, Competitive Humans, and Other Tales from Evolutionary Economics 2007 ISBN 978-0805078329
- The History of Science: A Sweeping Visage of Science and its History 2009 audio lecture
- The Believing Brain: From Ghosts and Gods to Politics and Conspiracies — How We Construct Beliefs and Reinforce Them as Truths 2011 ISBN 978-0805091250